# Naja samarensis
Naja samarensis, también conocida como cobra de Sámar, cobra de las Bisayas, cobra de Peters o cobra filipina del sudeste, es una especie de serpiente del género Naja, de la familia Elapidae.

## Hallazgo y distribución
La serpiente fue descrita por primera vez por el naturalista Peters, en el año 1861, en Filipinas encontrándose ejemplares de la misma en las islas de Dinagat, Siargo, Camiguín, Bohol, Leyte, Sámar and Mindanao (incluyendo Bukidnon, Agusan del Norte, Lanao del Norte, Misamis Occidental, Zamboanga y Masbate).

## Hábitat y características
Se trata de una especie de serpiente venenosa y de comportamiento agresivo que habita en los bosques tropicales, arrozales, plantaciones de piña, y zonas de cocoteros.
La especie se encuentra amenazada por la caza para su posterior uso en preparados medicinales y gastronómicos.